# Comuna Vordingborg
Vordingborg (Vordingborg Kommune) este o comună din regiunea Sjælland, Danemarca, cu o suprafață totală de 625,26 km².